# Torres Peel
Las torres Peel son una serie de pequeñas casas-torre fortificadas construidas en la frontera entre Escocia e Inglaterra a finales de la Edad Media. Funcionaban también como torres vigía que encendían fuego a modo de señal para avisar de posibles peligros. Un acta parlamentaria de 1455 obligó a las torres a disponer del material necesario para dichas señales.
Una línea de estas torres se construyó en la década de 1430 en el valle del río Tweed, desde su nacimiento hasta Berwick-upon-Tweed, como respuesta al posible peligro que entrañaban las marcas inglesas. A su vez Inglaterra construyó torres en Northumberland, Cumberland, Westmorland y Yorkshire del Norte por miedo a invasiones escocesas.

## Galería

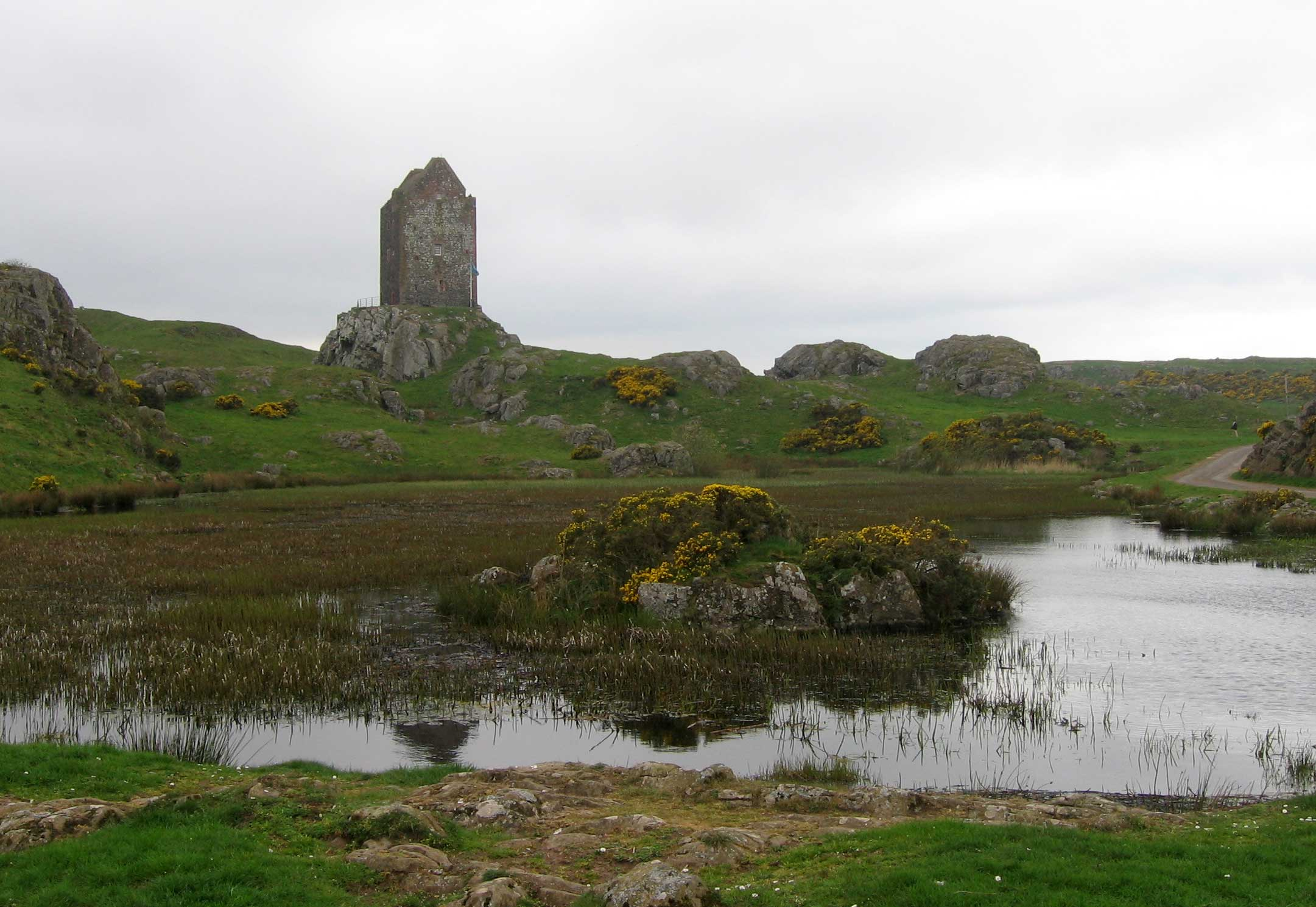
Torre de Smailholm
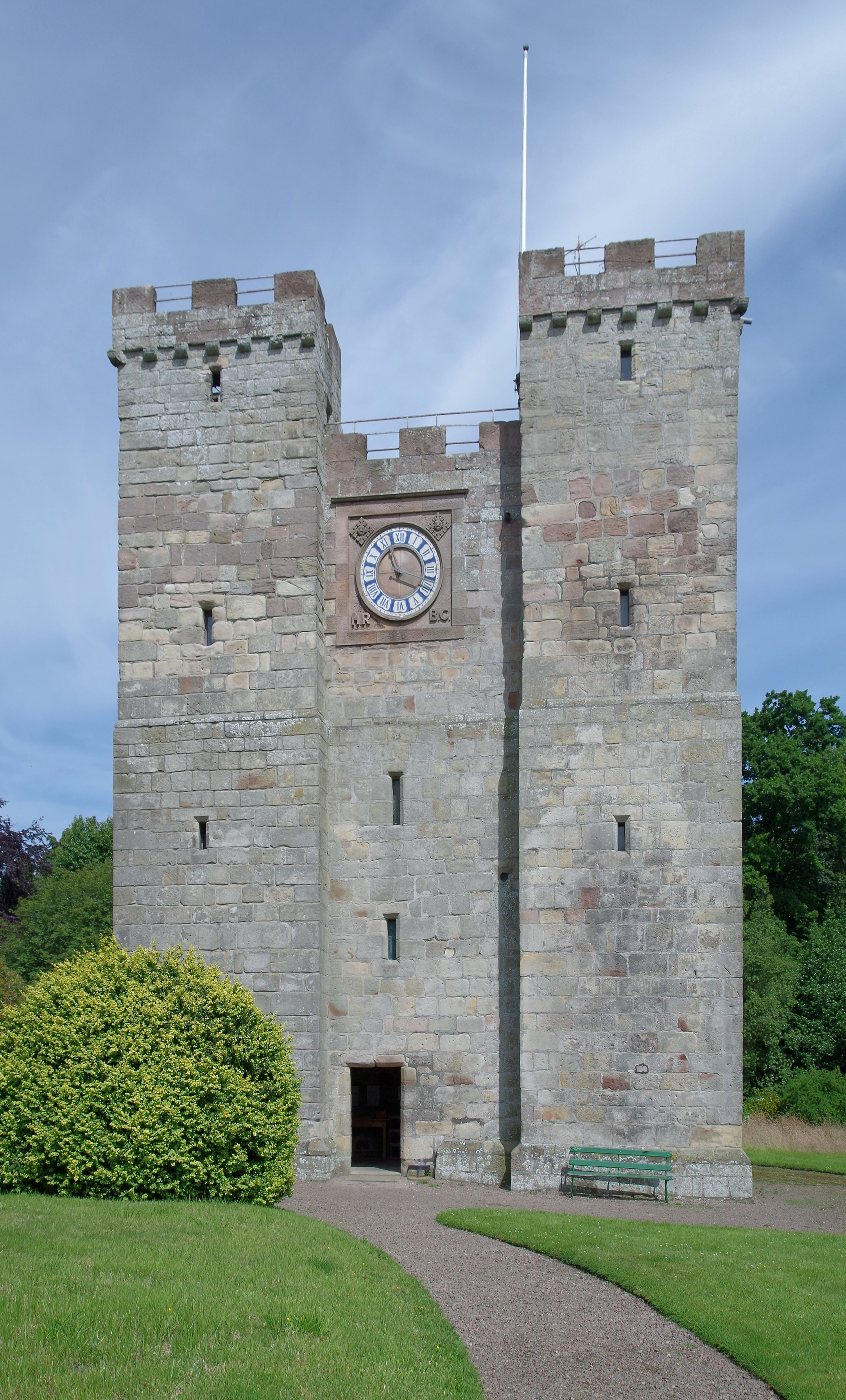
Torre de Preston